# Комплекс објеката „Јодна бања“ у Новом Саду
Комплекс објеката „Јодна бања“ у Новом Саду је саграђен 1910. године. Пројекат је израдио будимпештански архитекта Имре Франчек и представља непокретно културно добро као просторна културно-историјска целина од великог значаја.

## Историја
Комплекс је настао у време Аустро-Угарске и налазио се на самом ободу града, али је данас веома близу самом центру. Бања је настала откривањем топле и минералне воде богате јодом током копања артерског бунара за потребе снабдевања Новог Сада водом за пиће. Заинтересованост за коришћење лековите воде условила је изградњу првих дрвених барака, али су страдале 1900. године у пожару. Исте године основано је приватно акционарско друштво као власник бање, чији је први управник Вилт Вилхелм, иницијатор 1906. изградње зграде Јодног лековитог купатила. Артерско купатило подигнуто је према пројекту архитекте Имре Франчека из 1907. године у Футошком парку, уређеном као енглески парк. Од 1910. године Нови Сад постаје и бањско место јер добија зграду Варошког јодног купатила, карактеристичну грађевину у стилу сецесије, која је тада била заштитни знак Хабсбуршког царства и једна од најупечатљивијих зграда Новог Сада. Првобитно су саграђени главна зграда и зграда купатила са базеном што је било у духу модерних бањских лечилишта тог времена. У оквиру комплекса 1929. је започета изградња Хотела „Парк“ по пројекту Ђорђа Табаковића, који је довршен 1931. године и складно се уклопио у целину. Хотел је функционисао као стационар за бањске госте. Овде су се лечили и Лав Толстој и Рабиндранат Тагор.

## Изглед и архитектура
Комплекс је изграђен у стилу сецесије, а репрезентативном изгледу главне и дворишне фасаде допринела је богата пластична декорација. Изнад главног улаза и око њега налазе се атика са окулусом уоквиреним венцем, две нимфе, рибе, са обе стране по једна картуша са годином почетка и завршетка градње. Над централним делом зграде је четворострана купола са лантерном, фланкирана двема мањим, завршеним профилисаним шиљцима. Сложена основа је у облику слова Т. Централно здање има један централни и два бочна ризалита, а купола у средини се складно уклапа са две симетрично постављене бочне. У главни хол се улази путем пространих степеница. Уз источну фасаду постављен је хотел Парк неправилне правоугаоне основе, решења подређеног еклектичком академизму због усаглашавања са архитектуром купатила. Зграда базена је висока партерна, правоугаоне основе, ослоњена на средишњи ризалит дворишне стране купатила. Бањске зграде су окружене пространим парком.

## Комплекс данас
Године 1991. урађена је делимична спољашња и унутрашња адаптација зграде, уведена је рачунарска опрема у битним процесима рада. Због дотрајалости зграде и инсталација и немогућности ревитализације овог дела установе 1994. године престаје сваки облик хидротерапије. Крајем 2002. године у потпуности је обновљена кровна конструкција и сви санитарни чворови. Унутрашњост зграде је темељно реновирана, постављени су нови подови у амбулантном и дијагностичком сектору.  Фасада је обновљена у пуном сјају, у жутој и белој боји 2010. године. Помоћни објекти нису у репрезентативном стању, а неки су склони и урушавању, као што је базен, који је престао да ради још 1977. године. Објекат базена је девастиран и опасно му је прићи. Данас је овде смештена Специјална болница за реуматске болести и три одељења Института за медицинску рехабилитацију Медицинског факултета у Новом Саду. Улаз у здање је дозвољен.